# چاچاپویاس
چاچاپویاس (به اسپانیایی: Chachapoyas) یک شهر در پرو است که در منطقه آمازوناس واقع شده‌است.

## خصوصیات
چاچاپویاس ۲٬۳۳۵ متر بالاتر از سطح دریا واقع شده‌است و ۲۹٬۸۶۹ نفر جمعیت دارد.